# Károly Ferencz
Károly Ferencz (Budapest, Hungría, 14 de octubre de 1913-21 de junio de 1984) fue un deportista húngaro especialista en lucha grecorromana donde llegó a ser medallista de bronce olímpico en Londres 1948.

## Carrera deportiva
En los Juegos Olímpicos de 1948 celebrados en Londres ganó la medalla de bronce en lucha grecorromana estilo peso ligero, tras el luchador sueco Gustav Freij (oro) y el noruego Aage Eriksen (plata).